# SST Records
A SST Records é uma gravadora independente americana formada em 1978 em Long Beach, Califórnia, pelo músico Greg Ginn. A empresa foi formada em 1966 por Ginn, aos 12 anos, como Solid State Tuners, uma pequena empresa através da qual ele vendeu equipamentos eletrônicos. Ginn reformou a empresa como uma gravadora para lançar material de sua banda Black Flag.
O escritor musical Michael Azerrad escreveu: "Ginn levou seu selo de uma operação de frente de loja sem dinheiro e sem dinheiro para facilmente o indie underground mais influente e popular dos anos oitenta". Juntamente com outras gravadoras americanas independentes, como Twin/Tone, Touch and Go Records, Epitaph e Dischord, a SST ajudou a liderar a rede nacional de bandas underground que formavam a cena indie-rock pré-Nirvana. Essas gravadoras presidiram a mudança do punk hardcore que dominou a cena underground americana para os estilos mais diversos de rock alternativo que estavam surgindo. A SST inicialmente se concentrou em liberar material de grupos punk hardcore do sul da Califórnia. Como muitas das bandas do selo procuravam expandir além das limitações do gênero hardcore, a SST lançou muitos álbuns-chave que foram fundamentais no desenvolvimento do rock alternativo americano, incluindo lançamentos dos Minutemen, Hüsker Dü, Meat Puppets, Soundgarden, Sonic Youth e Dinosaur Jr. Após um horário de pico de lançamento no final dos anos 80, a SST começou a se aventurar em lançamentos de jazz. A SST agora está sediada em Taylor, Texas. Sonic Youth, Soundgarden, Dinosaur Jr. e Meat Puppets recuperaram os direitos de seus respectivos materiais SST depois de deixarem o rótulo.

## História

### Primeiros anos
Greg Ginn criou os Solid State Tuners (SST) aos 12 anos. A SST era uma empresa de venda por correspondência que vendia equipamentos de rádio excedentes da Segunda Guerra Mundial modificados. O negócio era pequeno, mas prosperou até a idade adulta de Ginn.
Em 1976, Ginn formou a banda de punk rock Panic. Pânico gravadas oito músicas em janeiro de 1978, mas sem rótulos estavam interessados em lançar a música além de Los Angeles, Califórnia gravadora Bomp! Registros . No final de 1978, Bomp ainda não havia formalmente concordado em lançar a música gravada, então Ginn decidiu que tinha experiência comercial suficiente com a SST para lançá-la. Pressionar registros acabou sendo uma questão simples; "Eu apenas procurei na lista telefônica em prensas de registro e havia uma lá", lembrou Ginn, "e então eu as levei para elas e sabia sobre impressão porque sempre fiz catálogos". SST Records lançou a música gravada pela banda de Ginn (agora chamado Black Flag) como o Nervous Breakdown EP em janeiro de 1979.
Muitos dos primeiros shows da Black Flag terminaram em violência, muitas vezes envolvendo o Departamento de Polícia de Los Angeles. Ginn afirma que a polícia, disfarçada como um sem-teto, estava sentada perto da porta da frente da SST. A banda não conseguiu contratar um advogado por falta de dinheiro; Ginn explicou mais tarde: "Quero dizer, estávamos pensando em economizar nas refeições... Não havia para onde ir". Em 1980, os clubes de Los Angeles começaram a proibir shows punk hardcore, aumentando os problemas da SST.
A SST lançou o EP Paranoid Time, estréia do Minutemen, como seu segundo lançamento em 1980. As músicas foram gravadas e mixadas em uma única noite por US$ 300. O baixista do Minutemen Mike Watt lembrou: "Foi nesse momento que percebemos que tudo o que você precisava fazer era pagar pelas prensagens, aqueles discos não eram um presente do Monte Olimpo... Talvez tenha sido da experiência de Greg com rádios amadoras, mas ele acreditava que, se você tentar, poderá conseguir coisas além do seu pequeno grupo". Enfrentando hostilidade em relação ao hardcore punk, grupos da SST como Black Flag e Minutemen tocaram onde quer que pudessem, principalmente em festas em casa e porões no início. A Black Flag começou a viajar pela costa da Califórnia para tocar no Mabuhay Gardens em San Francisco, fazendo sete viagens no total. O produtor de discos da SST, Spot, atuou como sonor e gerente de turnê, um trabalho que ele executaria por vários anos, além de ajudar a gravar grande parte da música da gravadora.
A SST vendeu seus lançamentos para pequenos distribuidores a um preço deliberadamente baixo; no entanto, como os distribuidores geralmente vendiam registros de importação, os registros geralmente terminavam em lojas especializadas, onde eram vendidos por preços altos. Ginn decidiu lançar o primeiro álbum do Black Flag, Damaged (1981), através de um distribuidor convencional. A SST fechou um acordo com a MCA Records para co-lançar Damaged on Unicorn Records, uma pequena gravadora distribuída pela MCA. Pouco antes do lançamento do álbum, a MCA decidiu não lançar Damaged, citando o assunto "antiparental". A SST processou a Unicorn, alegando que a gravadora não pagou royalties e despesas legítimas pelo álbum. Unicorn reagiu e obteve uma liminar impedindo a Black Flag de liberar mais material até que o caso fosse resolvido. Quando a SST lançou a compilação Black Flag Everything Went Black, Unicorn levou a SST a tribunal em julho de 1983. Ginn e o baixista do Black Flag Chuck Dukowski (que se tornou co-proprietário do SST) foram encontrados violando a liminar e foram enviados para a cadeia do condado de Los Angeles por cinco dias. No final de 1983, o Unicorn faliu e o Black Flag conseguiu lançar discos novamente.

### Expansão e diversificação
Apesar de seus problemas legais, a SST continuou a lançar discos de artistas como Minutemen, Saccharine Trust e Meat Puppets . Em 1982, o grupo hardcore de Minneapolis, Hüsker Dü, se tornou a primeira contratação fora da costa oeste da gravadora. Após a resolução do desastre com a Unicorn Records, a SST lançou quatro álbuns do Black Flag em 1984. Os vários álbuns do Black Flag, juntamente com os lançamentos duplos Zen Arcade e Double Nickels on the Dime, de Hüsker Dü e Minutemen, respectivamente, aumentaram os recursos da gravadora. Embora a SST acreditasse que o Zen Arcade seria um sucesso considerável no subsolo, prensas de mais de 5.000 cópias eram território desconhecido para a gravadora, então ela errou ao lado da cautela e não imprimiu esse número na prensagem inicial. Aclamado pela crítica por vários meios de comunicação, o Zen Arcade esgotou rapidamente e ficou fora de catálogo por meses. Ginn decidiu cortar os custos promocionais dos álbuns do Black Flag, emitindo-os em rápida sucessão e fazendo a turnê da banda solidamente por trás dos lançamentos.
Em meados da década de 1980, Hüsker Dü se tornou a atração principal do SST, suas composições fortes e músicas cada vez mais melódicas se tornaram o elo chave entre o hardcore e o som em desenvolvimento do rock universitário. A constante gravação e lançamento de discos pela banda (que lançou três álbuns ao longo de 1984 e 1985) criou um influxo de receita para a gravadora e permitiu alavancar o pagamento de distribuidores por outros lançamentos. No entanto, a banda sentiu que o SST não dedicou atenção suficiente aos seus lançamentos; O baterista do Hüsker Dü, Grant Hart, disse depois que a banda deixou a gravadora: "Acho que há um pouco de relutância da parte deles em deixar que algo chame mais atenção do que o Black Flag". Em 1985, Hüsker Dü queria produzir seu terceiro álbum de estúdio, New Day Rising. Ignorando os desejos da banda, a SST designou o Spot para supervisionar as sessões. Grant Hart explicou mais tarde: "Não tivemos outra escolha senão trabalhar com ele. A SST nos fez trabalhar com ele". Ciente da tensão, Spot "teve que fazer o que a gravadora queria". New Day Rising, como resultado, tornou-se uma das últimas gravações que o Spot fez para a gravadora, e a banda logo assinou contrato com a gravadora Warner Bros. Registros.
A lista da SST foi diminuída ainda mais pelo desaparecimento dos Minutemen em 1985 (o resultado da morte do guitarrista D. Boon) e pela separação de 1986 da Black Flag. A gravadora substituiu essas bandas por novas contratações, Sonic Youth, Dinosaur Jr e Bad Brains . Sonic Youth mencionou o SST frequentemente em entrevistas e na estimativa do compositor Michael Azerrad, "parecia estar ativamente em campanha para ser contratado pela potência indie"; por sua vez, Sonic Youth foi fundamental para que a SST assinasse o Dinosaur Jr. Gerard Cosloy, proprietário da gravadora anterior da Dinosaur Jr, Homestead Records, disse: "SST era a gravadora em que todos queriam estar [. . .] As bandas favoritas de todos estavam no selo; O SST era mais engraçado e frio e também possuía o maquinário".
Em 1986, Ginn comprou a New Alliance Records de Mike Watt, que havia fundado a gravadora com D. Boon. Ginn e SST relançaram alguns dos principais lançamentos da New Alliance - álbuns de Descendents, Land Speed Record de Hüsker Dü e todos os lançamentos não-SST de The Minutemen - no SST. Ele então converteu a New Alliance em um selo baseado em lançamentos incomuns de jazz, rock e palavras faladas.
No final dos anos 80 e início dos anos 90, Ginn iniciou dois sub-rótulos distribuídos por SST. O primeiro, Cruz Records, que começou em 1987, lançou três discos solo de Ginn no espaço de um ano, e também lançou discos de ALL, Big Drill Car e Chemical People. O segundo, o de curta duração Issues Records, concentrou-se em lançamentos de palavras faladas, incluindo um álbum duplo do ex - jogador da NBA Bill Walton com música de Ray Manzarek.

### Declínio em destaque
Vários artistas deixaram a SST no final dos anos 80. Em 1987, apenas um ano após assinar com a gravadora, o Sonic Youth havia se desencantado com ela. O guitarrista Thurston Moore disse que "a contabilidade da SST era um pouco suspeita para nós", e o outro guitarrista do grupo, Lee Ranaldo, criticou a "qualidade administrativa da gravadora". A banda também estava insatisfeita com as novas contratações de Ginn. Infeliz que a renda de seus registros estivesse ajudando a financiar "discos idiotas", Sonic Youth deixou-a de forma agressiva e assinou com a Enigma Records em 1988. Dinosaur Jr deixou a SST com destino a Blanco y Negro Records em 1990. O vocalista J Mascis disse: "Eu gosto de Greg Ginn e outras coisas, mas eles não te pagariam".
Em 1987, a SST lançou mais de 80 títulos, "uma quantidade ridícula mesmo para os principais padrões de gravadoras", de acordo com Azerrad. O prestígio da SST declinou e, em 1990, a gravadora independente Sub Pop, sediada em Seattle, havia superado a SST. A reputação da SST foi severamente prejudicada quando o grupo de colagem sonora Negativland travou uma longa batalha legal com a SST, após seu processo de amostragem por causa da notória "capa" do hit do U2 "I Still Haven't Found What I'm Looking For", no single U2 de 1991. O caso foi resolvido quando Ginn e SST concordaram em liberar totalmente a maioria dos mestres do Negativland (principalmente sua série Over The Edge) em troca de concluir o trabalho em um álbum ao vivo que havia sido planejado muito antes do início de suas batalhas legais, além de manter Os três lançamentos SST da Negativland no rótulo por um curto período (os direitos autorais daqueles foram revertidos para a Negativland). Toda essa batalha foi mais tarde a base do livro/CD de Negativland de 1995, Fair Use: The Story of the Letter U and the Numeral 2.
A SST entrou em quase hibernação em meados dos anos 90, excluindo grande parte de sua produção de jazz e liberando pouco material novo além dos projetos de Ginn (incluindo Confront James, Mojack), mas ainda mantendo os catálogos de Black Flag, The Minutemen, Firehose, Hüsker Dü, Os Descendentes e Bad Brains na impressão. Vários artistas anteriormente na gravadora, incluindo Sonic Youth e Meat Puppets, processaram a SST para recuperar suas gravações mestras, reivindicando royalties não pagos. A gravadora deixou de liberar qualquer material até o final dos anos 90. Ginn culpou isso pela falência do distribuidor da gravadora, DNA. A gravadora finalmente voltou a lançar novo material em meados dos anos 2000. No entanto, esses novos lançamentos foram restritos a projetos relacionados à Ginn, como Gone, Hor, Jambang, Greg Ginn e Taylor Texas Corrugators.
Em 2002, Ginn assinou um novo contrato de distribuição com a Koch Records e prometeu que o novo material de seus vários projetos musicais seria lançado , esses lançamentos finalmente apareceram em sua página inicial. Em 2006, o distribuidor independente de música digital The Orchard anunciou que 94 títulos do catálogo posterior da SST seriam disponibilizados em serviços digitais como eMusic e iTunes Music Store.

## Discografia e lista
- Discografia da SST Records
- Lista de bandas da SST Records